# قيصوم بواسييه
القيصوم بواسييه (الاسم العلمي: Achillea boissieri) نوع نباتي يتبع جنس القيصوم من الفصيلة النجمية.